# کامفن
کامفن (به انگلیسی: Camphene) با فرمول شیمیایی C۱۰H۱۶ یک ترکیب شیمیایی با شناسه پاب‌کم ۶۶۱۶ است. که جرم مولی آن 136.24 g/mol می‌باشد. 
کامپن ، ماده شیمیایی ، که نباید با کامپین ، سوخت لامپ مایع در حال سوختن اشتباه گرفته شود. 
کامپن یک مونوترپن بی چرخه است. این ماده تقریباً در آب نامحلول است ، اما در حلالهای آلی معمولی بسیار محلول است. آن را به راحتی در دمای اتاق جبران می کند و بوی تند دارد. این ماده تشکیل دهنده جزئی بسیاری از روغنهای اساسی مانند ترپتین ، روغن سرو ، روغن کافور ، روغن سیترونلا ، نروولی ، روغن زنجبیل ، و والرین است. این ماده با ایزومریزاسیون کاتالیزوری شایع ترین آلفا پینن تولید می شود. کامپن در تهیه عطرها و به عنوان یک افزودنی غذایی برای طعم دهنده استفاده می شود.